# هيلديغارد نيومان
هيلديغارد نيومان (بالألمانية: Hildegard Neumann)‏ هي عسكري ألمانية، ولدت في 4 مايو 1919 في Jablonné v Podještědí ‏ في التشيك.